# Линхарт, Антон Томаж
Антон Томаж Ли́нхарт (словен. Anton Tomaž Linhart; 11 декабря 1756 — 14 июля 1795) — словенский драматург и историк Эпохи Просвещения. Деятель словенского национально-освободительного движения.

## Биография
Линхарт родился 11 декабря 1756 года в Радовлице в семье ремесленника. Учился в иезуитской школе (Любляна). В конце 1770-х уехал в Вену, где изучал экономические науки. После завершения учёбы некоторое время служил в монастыре в Нижней Крайне, затем вернулся в Любляну, где стал архивариусом.
Линхарт был сторонником реформ императора Священной Римской империи Иосифа II и убеждённым антиклерикалом. В 1780—1790-х был членом Словенского национально-просветительского кружка барона Жиги (Сигизмунда) Цойса. Умер 14 июля 1795 года в Любляне.

## Творчество
Линхарт занимался в основном переработкой классических произведений для словенского театра. Например, пьеса «Женитьба Фигаро» Пьера Бомарше в переработке Линхарта называется «Весёлый день, или Матичек женится» (словен. «Ta veseli dan ali Matiček se ženi», 1790). В ней действие перенесено в Словению и насыщено социальным смыслом. Из произведений Линхарта известны его ранние романтическая трагедия «Мисс Дженни Лав» (1780) и сборник стихов «Цветы Крайны» (1781), написанные на немецком.
Перу Линхарта также принадлежит историческая работа «Versuch einer Geschichte von Krain und den übrigen Ländern der südlichen Slaven Oesterreichs» (1788—1791), в которой он впервые дал историческое обоснование того факта, что словенцы являются единым народом.